# Trauaxa lua
Trauaxa lua là một loài bướm đêm trong họ Erebidae.